# Strašov
Strašov település Csehországban, a Pardubicei járásban. Strašov Semín, Přepychy, Újezd u Přelouče, Sopřeč, Kladruby nad Labem és Vápno településekkel határos. Lakosainak száma 362 fő (2024. január 1.).

## Népesség
A település lakosságának változását az alábbi diagram mutatja:
| Lakosok száma | 360  | 462  | 448  | 338  | 330  | 324  | 325  | 325  | 325  | 362  |
|               | 1869 | 1900 | 1921 | 1961 | 1980 | 2011 | 2016 | 2019 | 2021 | 2024 |